# HD 108257
G Centauri
Ne doit pas être confondu avec g Centauri (= 2 Centauri).
Désignations
G Centauri (en abrégé G Cen), également désignée HD 108257 ou HR 4732, est une étoile de la constellation australe du Centaure, située à environ 450 années-lumière de la Terre. Elle est visible à l'œil nu avec une magnitude apparente de 4,82.

## Environnement stellaire
G Centauri présente une parallaxe de 7,28 ± 0,24 mas telle que mesurée par le satellite Hipparcos, ce qui permet d'en déduire qu'elle est distante de 450 ± 10 a.l. (∼ 138 pc) de la Terre. L'étoile est membre du groupe Bas-Centaure-Croix du Sud de l'association Scorpion-Centaure, qui est l'association d'étoiles massives de types O et B la plus proche du Système solaire ; l'âge de ce groupe est d'environ 17 millions d'années.
L'étoile possède un compagnon de treizième magnitude recensé dans les catalogues d'étoiles doubles et multiples. En date de 2015, il était localisé à une distance angulaire de 19,30 secondes d'arc et selon un angle de position de 288° de G Centauri. Cette étoile apparaît n'être qu'une double purement optique.

## Propriétés
G Centauri est une étoile bleu-blanc de la séquence principale de type spectral B3V(n), avec la lettre « n » qui indique que son spectre présente des raies « nébuleuses » (élargies) en raison de sa rotation rapide. Elle tourne en effet sur elle-même à une vitesse de rotation projetée allant jusqu'à 298 km/s. L'étoile est âgée d'environ 16 millions d'années et elle est six fois plus massive que le Soleil. Son rayon est 3,4 fois plus grand que le rayon solaire, elle est 483 fois plus lumineuse que le Soleil et sa température de surface est de 13 732 K.
L'étoile présente une excès d'émission dans l'infrarouge, ce qui indique la présence d'un disque de débris dans le système. Sa température moyenne est de 50 K et il orbite autour de son étoile à une séparation de 717,8 ua.